# Вільгельм Карл Прусський
Принц Вільгельм Карл Адальберт Еріх Детлофф Прусський (нім. Wilhelm Karl Adalbert Erich Detloff Prinz von Preußen; 30 січня 1922, Потсдам — 9 квітня 2007, Гольцмінден) — німецький політик, 36-й великий магістр бранденбурзького ордена Святого Йоанна.

## Біографія
Вільгельм Карл був наймолодшим із чотирьох дітей сина імператора Вільгельма, принца Оскара Прусського (1888–1958), та його дружини Іни Марі, уродженої графині фон Бассевіц-Лефецов (1888–1973).
Нацисти завадили йому вивчати право, як він планував. Учасник Другої світової війни, оберлейтенант резерву вермахту. У 1944 році його було прийнято до ордену Святого Йоанна. Наприкінці Другої світової війни він прибув через Потсдам до маєтку родини фон Гроне Вестербрак поблизу Боденвердера. Після завершення навчання у сільському господарстві він встановив тісні стосунки з родиною Гербердінг. З 1960 по 1984 рік він був керуючим директором Dragoco, компанії з виробництва парфумів та ароматизаторів, що базується в Гольцміндені, та відповідав переважно за філії в США.
Після смерті батька в 1958 році він успадкував посаду великого магістра бранденбурзького бальяжу ордена Святого Йоанна. Його досягнення під час перебування на посаді магістра включають розширення дияконської діяльності ордену, Товариства допомоги йоаннітів та Товариства допомоги потерпілим від нещасних випадків йоаннітів, а також повернення будинків ордену у Східній Німеччині.
До кінця 1970-х років він був членом ХДС у районній та міській радах Гольцміндена.
Похований 18 квітня 2007 року на Борнштедському цвинтарі Потсдама, де також похований його брат Оскар, який загинув під час Польської кампанії у 1939 році.

## Сім'я
Від шлюбу 1952 року з Армгард фон Фельтгайм (1926–2019) у нього народилася дочка Доната-Вікторія (1952) та два сини, Вільгельм-Карл (1955) і Оскар (1959). Останній є наступником батька на посаді великого магістра ордену Святого Йоанна з 1999 року.

## Нагороди
- Орден «За заслуги перед Федеративною Республікою Німеччина»
  - офіцерський хрест (1982)
  - командорський хрест (1988)
  - великий офіцерський хрест (9 березня 2001)
- Орден Заслуг pro Merito Melitensi, великий хрест (Мальтійський орден)[5]
- Почесний громадянин міста Гольцмінден (2002)

### Книги
- Wilhelm-Karl Prinz von Preußen: Auftrag des Johanniters. Ansprachen und Aufsätze. Nieder-Weisel 1983 (= Heft 11 der Schriftenreihe des Hessischen Genossenschaft des Johanniterordens).
- Wilhelm-Karl Prinz von Preußen und Bernd Baron Freytag von Loringhoven: Johanniter und der 20. Juli 1944. 2. Auflage, Nieder-Weisel 1989 (= Heft 14 der Schriftenreihe des Hessischen Genossenschaft des Johanniterordens).
- Wilhelm-Karl Prinz von Preußen, Karl-Günther von Hase und Hans Poeppel: Die Soldaten der Wehrmacht. Herbig, München 1998 (6. Auflage 2000), ISBN 3-7766-2057-9.

### Есеї
- Ein Kaiserenkel zu den Tagebüchern des Sigurd v. Ilsemann. In: Frankfurter Allgemeine Zeitung, 8. Dezember 1967, Seite 9
- Replik eines Preußen. In: Evangelische Kommentare 10, 1980
- Kein Operettenregiment. In: Die Zeit, 13. Mai 1988
- Johannes der Täufer: Patron des Johanniter-Ordens. In: Der Johanniterorden. 3/1989
- Mein Preußenbild. In: Reinhard Appel, Karl-Günther von Hase (Hrsg.): Preußen 1701/2001. eco, Köln 2001, S. 20–25, ISBN 3-934519-80-6